# 吉岡達也
吉岡 達也（よしおか たつや、1960年 - ）は、ピースボートの共同代表。

## 人物
1960年、大阪府生まれ。
1983年に、辻元清美らと共に創立メンバーとして、ピースボートを設立する。きっかけは、前年の「教科書問題」としている。中国や韓国や北朝鮮、フィリピン、ユーゴスラビアやアフガニスタンの紛争地域も含め、精力的に、現地を訪問している。旧ユーゴスラビア取材の体験をから「殺しあう市民たち」という単行本を出版する。1996年に辻元清美が国会議員に転進してからも、代表格としてピースボートの活動を担う。
2007年、国連総会で、NGO代表の一人として出席する。2008年の『9条世界会議』の共同代表に選ばれる。
2012年1月14-15日にパシフィコ横浜開催された「脱原発世界会議 2012 YOKOHAMA」では運営代表を務めた。

## 著書
- 北方四島貸します　1992年10月　第三書館　ISBN 978-4807492237
- 殺しあう市民たち - 旧ユーゴ内戦・決死体験ルポ　1993年6月　第三書館　ISBN 978-4807493395
- 9条を輸出せよ!―非軍事・平和構築の時代へ　2008年4月　大月書店　ISBN 978-4272210978